# (29408) 1996 VJ5
1996 في جاي 5 (ويعرف أيضًا باسم (29408) 1996 في جاي 5 وفق تسمية الكوكب الصغير) (بالإنجليزية: 1996 VJ5)‏ هو كويكب ضمن حزام الكويكبات؛ وترتيبه 29408 من حيث الاكتشاف.
اكتُشف هذا الجُرم الفلكي بواسطة Kin Endate ‏ في 3 نوفمبر 1996.

## وصلات خارجية
- (29408) 1996 VJ5 في قاعدة بيانات مختبر الدفع النفاث لأجرام النظام الشمسي الصغيرة

- الاكتشاف · مخطط المدار ·  العناصر المدارية · المعلمات المادية

- (29408) 1996 VJ5 على موقع ويكي سكاي: DSS2, SDSS, GALEX, IRAS, Hydrogen α, X-Ray, Astrophoto, Sky Map, Articles and images